# Francesco Napoletano (politico)
Francesco Napoletano (Bisceglie, 18 novembre 1959) è un politico italiano.

## Biografia
Avvocato, impegnato in politica con il Partito Comunista Italiano, diventa consigliere comunale a Bisceglie dal 1980. 
Dopo la svolta della Bolognina aderisce a Rifondazione Comunista, di cui è capogruppo consiliare. Nel 1994 è il candidato dai Progressisti alla Camera al collegio uninominale di Molfetta, ottenendo il 26,6%, senza risultare eletto. Nel 1996 diventa sindaco di Bisceglie, carica che ricopre fino al 2006. In tale anno viene eletto deputato nella XV legislatura con il Partito dei Comunisti Italiani, restando in carica fino al 2008; di tale partito fa parte del Comitato Centrale e della Direzione nazionale.
Nel 2011 è candidato sindaco sconfitto di Bisceglie, diventando comunque consigliere comunale. Dal 2013 è presidente del Consiglio comunale di Bisceglie.